# Волюве-Сен-П'єр

Волюве-Сент-П'єр на карті Брюсельського столичного регіону.

Волюве-Сен-П'єр, також Сінт-Пітерс-Волюве (нід. Sint-Pieters-Woluwe МФА: [sɪnt ˈpitərs ˈwoːlywə] вимоваⓘ, фр. Woluwe-Saint-Pierre МФА: [wɔly(w)esɛ̃piɛʁ]) — одна з 19 комун Брюссельського столичного регіону. Займає площу 8,85 км ². Населення становить 39494 осіб (2011 рік).

## Назва
Назва села походить від назви річки Волюве, у долині якої виникло село. Частина назви Сен-П'єр походить від церкви Святого Петра (Saint-Pierre).

## Історія
Перша відома письмова згадка про село припадає на 1164 рік, вона міститься у грамоті абатства Форе, якою єпископ архієпархії Камбре дарував церкву Святого Петра бенедиктинцям села Форе.
Довгий час Волюве-Сен-П'єр залишався невеличким селом. Великі сільськогосподарські угіддя біля села належали премонстрантському Паркському абатству (нід. Abdij van 't Park, фр. Abbaye de Parc), яке було розташоване біля Левену за приблизно 20 км звіци.
У 19 столітті населення комуни становило приблизно 1000 чоловік. Значна урбанізація комуни відбулася у 20 столітті. Велику роль у цьому відіграло, зокрема, створення у 1897 році проспекту Тервюрен (нід. Tervurenlaan, фр. Avenue de Tervueren). 1906 року тут було збудовано іподром. Для Всесвітнього брюсельського ярморку 1910 року тут було збудовано аеродром, на якому проводилися перед Першою світовою війною аерошоу за присутності великої кількості глядачів. На цьому аеродромі у 1914 році під час аерошоу загинула перша французька жінка-парашутист Люсьєн Каят де Кастелла (фр. Lucienne Cayat de Castella). Аеродром використовувався до 1957 року. 1975 року на місці колишнього іподрому було розташовано спортивний центр.

## Населення
| Рік | 1990  | 1995  | 2000  | 2005  | 2007  | 2008  | 2009  | 2010  | 2011  |
| --- | ----- | ----- | ----- | ----- | ----- | ----- | ----- | ----- | ----- |
| Населення | 38396 | 37694 | 37922 | 37920 | 38554 | 38651 | 38957 | 39077 | 39494 |
| Джерело: Населення Бельгії у 1990—2011 роках. на сайті Головної дирекції статистики і економічної інформації уряду Бельгії. |       |       |       |       |       |       |       |       |       |

В комуні за даними на 1 січня 2011 року проживало 39494 людини, з яких 26852 людини (67,99 %) були бельгійського походження і 12642 (32,01 %) — іноземцями, з яких 10108 людей походили з країн Євросоюзу, 2534 людини — з інших країн світу. З всіх іноземців 3 людини мали статус політичних біженців.
| Австрія | 118   | 142   | 140   | 147   | 165   | 127   |
| Бельгія | 28037 | 27640 | 27530 | 27392 | 27306 | 26852 |
| Болгарія | н. д. | н. д. | н. д. | 36    | 36    | 101   |
| Велика Британія | 785   | 817   | 810   | 830   | 826   | 764   |
| Греція | 409   | 437   | 456   | 434   | 453   | 492   |
| Данія | 145   | 129   | 125   | 126   | 125   | 105   |
| Дем. Респ. Конго | 89    | 92    | 92    | 77    | 74    | 109   |
| Ірландія | 168   | 173   | 154   | 152   | 167   | 194   |
| Іспанія | 751   | 790   | 804   | 804   | 815   | 911   |
| Італія | 963   | 989   | 983   | 952   | 982   | 1066  |
| Китай | 67    | 67    | 77    | 101   | 106   | 103   |
| Нідерланди | 400   | 394   | 392   | 394   | 380   | 435   |
| Німеччина | 953   | 984   | 980   | 1012  | 1010  | 1122  |
| Польща | 89    | 131   | 144   | 197   | 259   | 554   |
| Португалія | 508   | 527   | 524   | 510   | 523   | 571   |
| Румунія | 29    | 52    | 51    | 58    | 60    | 226   |
| США | 263   | 271   | 232   | 249   | 261   | 306   |
| Угорщина | н. д. | н. д. | н. д. | 60    | 74    | 169   |
| Україна | н. д. | н. д. | н. д. | н. д. | н. д. | 27    |
| Фінляндія | 316   | 299   | 285   | 292   | 272   | 261   |
| Франція | 1610  | 1723  | 1715  | 1804  | 1900  | 2186  |
| Чехія | н. д. | н. д. | н. д. | 33    | 46    | 142   |
| Швеція | 228   | 184   | 200   | 210   | 227   | 280   |
| Японія | 588   | 550   | 579   | 639   | 703   | 610   |
| Інші | 1275  | 1349  | 1469  | 1411  | 1462  | 1781  |
| Разом | 37791 | 37740 | 37742 | 37920 | 38232 | 39494 |
| Примітки. 1. н. д. — немає данних. 2. В таблиці окрім України представлені лише ті країни, кількість вихідців з яких в населенні комуни станом на 2011 рік становила понад 100 осіб. |       |       |       |       |       |       |